# Na Kovárně to je nářez
Na Kovárně to je nářez je první vydané album kapely Tři sestry. Album bylo nahráno v létě 1990 v Propasti a v hostinci Na staré Kovárně v Braníku.
V žebříčku 50 nejlepších českých alb historie rozhlasové stanice Expres FM se album umístilo na čtvrtém místě.

## Tvůrci
- Hudba: Tři sestry
- Texty: Lou Fanánek Hagen, Ing. M. Doležal, Skiol Podraga & Tři sestry

## Obsah
Nachází se zde celkem 18 skladeb:
1. Ztráta imunity 01:43
2. Věci divnej spád maj 01:21
3. Divný stavy 02:12
4. Kino Zdar 02:12
5. Polyš 02:13
6. Bába 03:05
7. Nuselský Horky 02:21
8. Kenda 03:09
9. Sovy v mazutu 02:35
10. Život je takovej 02:59
11. Když jí bylo 18 02:14
12. Sny o lahvích sody 01:58
13. Texty o auťácích 00:40
14. Budapešť 04:20
15. Metalice 01:32
16. Nechci do ústavu 01:49
17. Kovárna I. 03:51
18. Kovárna II. 00:33